# Parábola de Ingram
La parábola de Ingram es una idea propuesta por James Ingram para ilustrar los efectos sociológicos y políticos del libre comercio y el proteccionismo:
Supongamos que un bien Y sea petróleo y un bien X trigo. En el país A un empresario anuncia que ha descubierto una técnica (que guarda en secreto) para convertir trigo en petróleo, lo que supone un ahorro en los costes, de modo que está dispuesto a vender el petróleo más barato que las empresas nacionales que hasta entonces producían el petróleo en el país. Probablemente el empresario será saludado como un innovador benefactor del país (aunque los anteriores productores de petróleo tendrán que cerrar sus negocios). Al cabo de unas semanas, la prensa descubre la «sorprendente técnica»: el empresario lleva el trigo al mercado internacional donde lo intercambia por petróleo producido en el B. Esta revelación no altera la situación económica real, pero genera reacciones diferentes en la sociedad. Se empezará a distinguir entre los nuestros y los otros y surgen los aspectos conflictivos del comercio internacional. Es decir, los conflictos entre los nuestros y los otros o, los otros y los nuestros. Que más allá de la retórica ricardiana y de Peter el sabio, debería interpretarse como los descalificadores conflictos a los que nos enfrentamos en la sociedad moderna.